# Abattage d'un drone américain par l'Iran en 2019

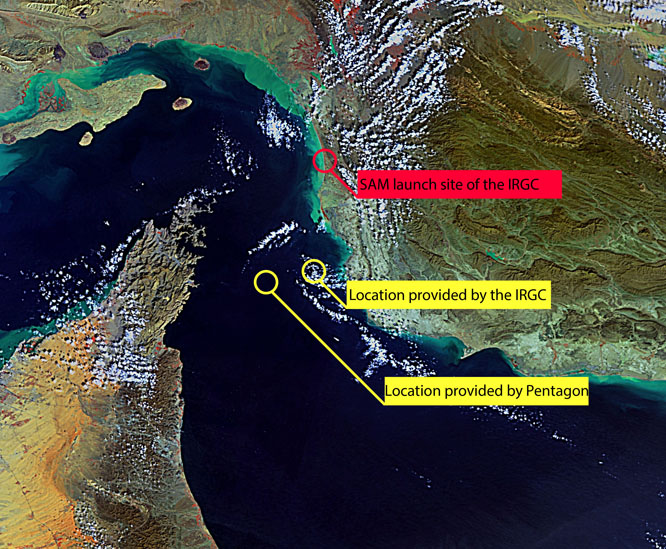
Carte de l'attaque. En rouge le lieu d'où le missile est tiré. En jaune l'emplacement du drone au moment de son abattage, selon des sources divergentes.

Le 20 juin 2019, un drone Global Hawk américain est abattu aux premières heures de la journée au large de la province côtière d'Hormozgan, dans le sud de l'Iran, par le corps des Gardiens de la révolution islamique, l'armée idéologique de la République islamique d'Iran. Il est abattu par un « missile » de la force aérospatiale des Gardiens, au large de la côte face au mont Mobarak. Les Gardiens de la révolution affirment que l'engin survole l'Iran au cours de son vol, alors que les Américains assurent qu'il est « dans l'espace aérien international ».

## Incident

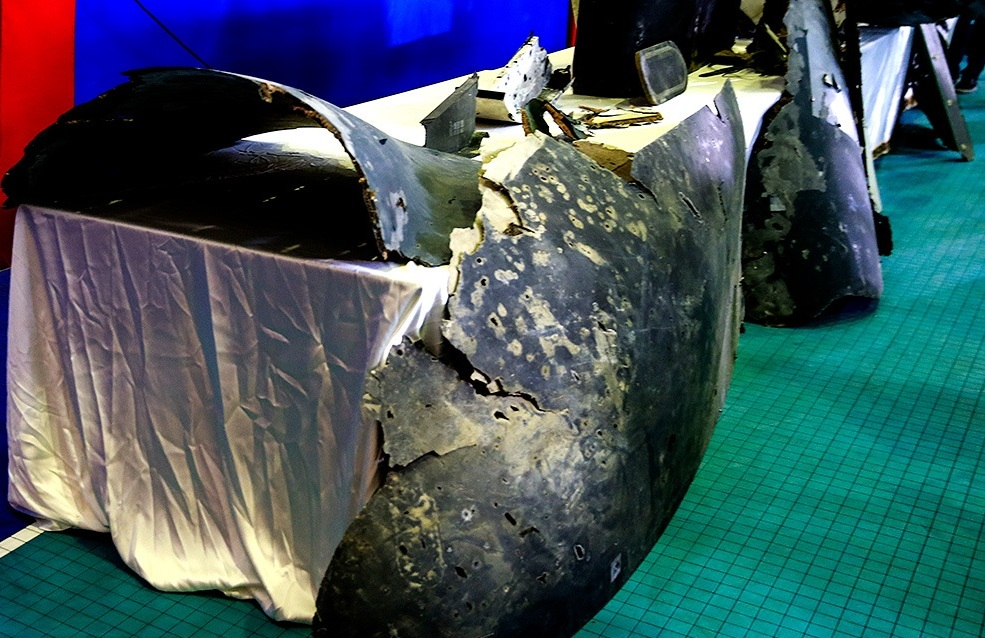
Débris du drone américain abattu.

L'Iran annonce, jeudi 20 juin, avoir abattu un « drone espion américain », qu'il accuse d'avoir violé son espace aérien. Pour étayer cette déclaration, le ministre des Affaires étrangères Mohammad Javad Zarif publie notamment sur Twitter les coordonnées de l'endroit où l’appareil est atteint par un missile. Dans la journée, les États-Unis confirment que l'un de leurs drones est intercepté par l'Iran, mais nient que celui-ci ait violé l'espace aérien iranien. L'appareil se trouve alors « dans l'espace aérien international » et « les informations iraniennes selon lesquelles l'engin survolait l'Iran sont fausses », écrit le Pentagone dans un communiqué.
Selon les Gardiens de la révolution, le puissant organe militaire iranien à l'origine du tir de missile, le drone décolle à « 00 h 14 » (heure de Téhéran) d'une base américaine située sur « la rive sud du golfe Persique », « éteint tous ses dispositifs de reconnaissance », passé le détroit d'Ormuz – point de passage stratégique pour l’approvisionnement mondial de pétrole – et met le cap vers l'est en direction du port iranien de Chabahar. De même source, l'engin est abattu au retour de sa mission après être entré dans l'espace aérien iranien. Selon le lieutenant général américain Joseph T. Guastella, le drone ne serait jamais rentré dans l'espace aérien iranien et serait retombé dans les eaux internationales. 

## Missile utilisé

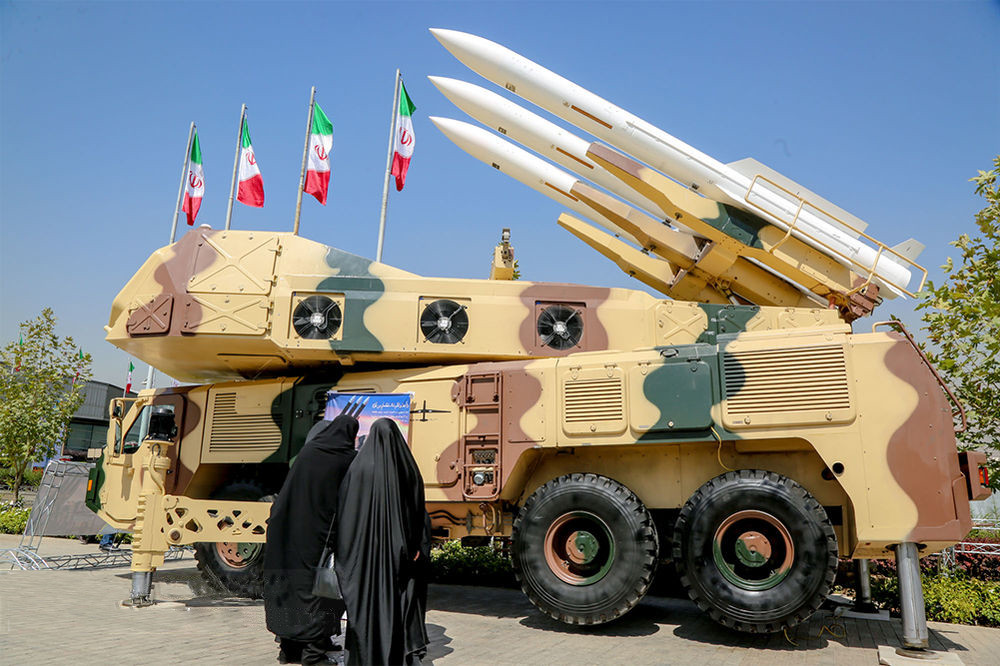
Exposition à Téhéran de l'exemplaire spécifique du système de défense aérien 3 Khordad qui a abattu le drone américain.

Selon les autorités militaires américaines le missile aurait été tiré depuis un endroit proche de Gerouk.
Il semblerait que ce soit un missile du système de défense aérien 3 Khordad qui ait servi à l'abattage du Global Hawk. L'Iran assure que ces missiles sont de conception totalement iranienne. Cependant, selon certains experts, ils ressembleraient au système Bouk, développé par la Russie qui aurait été transformé par les Iraniens.
Le fait que l'Iran puisse abattre un drone qui tire sa défense par l'altitude de vol montre que la technologie militaire du pays est plus développée que ce que pensent alors certains observateurs.

## Réactions
Les réactions suivantes sont communiquées à la suite de l'incident :
- La violation des frontières iraniennes est la « ligne rouge » à ne pas franchir, prévient le général de division Hossein Salami, commandant en chef des Gardiens de la révolution. L'Iran « n'a aucune volonté de faire la guerre avec quiconque, mais nous y sommes prêts », déclare-t-il[1].
- Le pays compte porter l'affaire « devant les Nations unies » afin de démontrer que « les États-Unis mentent » et qu'ils agressent la République islamique, annonce de son côté le ministre des Affaires étrangères iranien. Dans une lettre au secrétaire général António Guterres et au Conseil de sécurité, Téhéran demande à l'ONU d’intervenir pour que les États-Unis « mettent un terme à leurs actions illégales et déstabilisatrices » dans le Golfe.